# Imeem
Imeem était un réseau social en ligne américain fondé en 2004.
Le nombre de visiteurs est de 18 millions début novembre 2007. Ce site a des points communs avec YouTube et MySpace.
À la fin de 2009, Imeem est racheté par MySpace.
Le site permet d'écouter de la musique, de créer des playlists, de regarder des clips vidéos mais aussi de rédiger des blogs et de poster des photos.
Le site est prévu en principe pour interdire de sauvegarder la musique, néanmoins, un logiciel tel que Freezer permet de le faire. Vu qu'il existe même des logiciels capables de sauvegarder tout son joué par un ordinateur, une telle interdiction ne peut être absolue.
Avant les accords entre Imeem et les maisons de disques, l'écoute des titres était limitée à 30 secondes ce qui n'est plus le cas depuis. 
Imeem est le premier site qui a signé avec les quatre majors,,,,. Le dernier accord a été signé le 9 décembre 2007 avec Vivendi Universal. Ce qui explique les 5 millions de titres disponibles en écoute sachant que l'iTunes Store propose un catalogue de 6 millions. La rémunération des artistes provient entre autres de la publicité.
Snocap est un fournisseur de la technologie qui permet de filtrer la musique ajoutée.
Sequoia Capital apporte une aide financière.